# 田畯
田畯，河北沧州献县人，清朝軍事將領、武狀元。
康熙四十八年，登武進士及第一甲第一名，后官至川陝督標中軍副將。雍正元年，任陝西凉州總兵。雍正五年，提任廣西提督。